# Liste der portugiesischen Botschafter in Jamaika
Die Liste der portugiesischen Botschafter in Jamaika listet die Botschafter der Republik Portugal in Jamaika auf. Die Länder unterhalten seit 1979 direkte diplomatische Beziehungen.
Im Jahr 1979 akkreditierte sich der erste portugiesische Botschafter in Jamaika, Portugals Vertreter mit Amtssitz in der venezolanischen Hauptstadt Caracas. Eine eigene Botschaft in der dortigen Hauptstadt Kingston eröffnete Portugal danach nicht, das Land gehört weiterhin zum Amtsbezirk der portugiesischen Botschaft in Venezuela, dessen Missionschef dazu in Jamaika zweitakkreditiert wird (Stand 2019).
In der jamaikanischen Hauptstadt Kingston besteht ein portugiesisches Honorarkonsulat.

## Missionschefs
| Name                                                | Bild    | Akkreditierungsdatum    | Anmerkungen                                                                    |
| Jamaika                                             | Jamaika | Jamaika                 | Jamaika                                                                        |
| --------------------------------------------------- | ------- | ----------------------- | ------------------------------------------------------------------------------ |
| Walter Ruivo Pinto Gomes Rosa                       |         | ab 1979                 | Botschafter mit Amtssitz Caracas, am 7. November 1979 in Kingston akkreditiert |
| Pedro Martim da Cunha Veiga Madeira de Andrade      |         | ab 1982                 | Botschafter mit Amtssitz Caracas                                               |
| Duarte Vaz Pinto da Fonseca de Sá Pereira de Castro |         | ab 1989                 | Botschafter mit Amtssitz Caracas                                               |
| Júlio Francisco de Sales Mascarenhas                |         | ab 1994                 | Botschafter mit Amtssitz Caracas                                               |
| Fernando Manuel Oliveira de Castro Brandão          |         | ab 1999                 | Botschafter mit Amtssitz Caracas                                               |
| Vasco Luís Pereira Bramão Ramos                     |         | ab 2003                 | Botschafter mit Amtssitz Caracas                                               |
| José Manuel da Costa Arsénio                        |         | ab 2005                 | Botschafter mit Amtssitz Caracas                                               |
| João José Gomes Caetano da Silva                    |         | ab 2006                 | Botschafter mit Amtssitz Caracas                                               |
| Mário Alberto Lino da Silva                         |         | ab 2011                 | Botschafter mit Amtssitz Caracas, am 4. Februar 2013 in Kingston akkreditiert  |
| Fernando Manuel de Jesus Teles Fazendeiro           |         | ab 2014                 | Botschafter mit Amtssitz Caracas                                               |
| Carlos Nuno Almeida de Sousa Amaro                  |         | seit 13. September 2017 | Botschafter mit Amtssitz Caracas                                               |